# Liste der Orte im Besitz des Magdalenerinnenklosters Sprottau

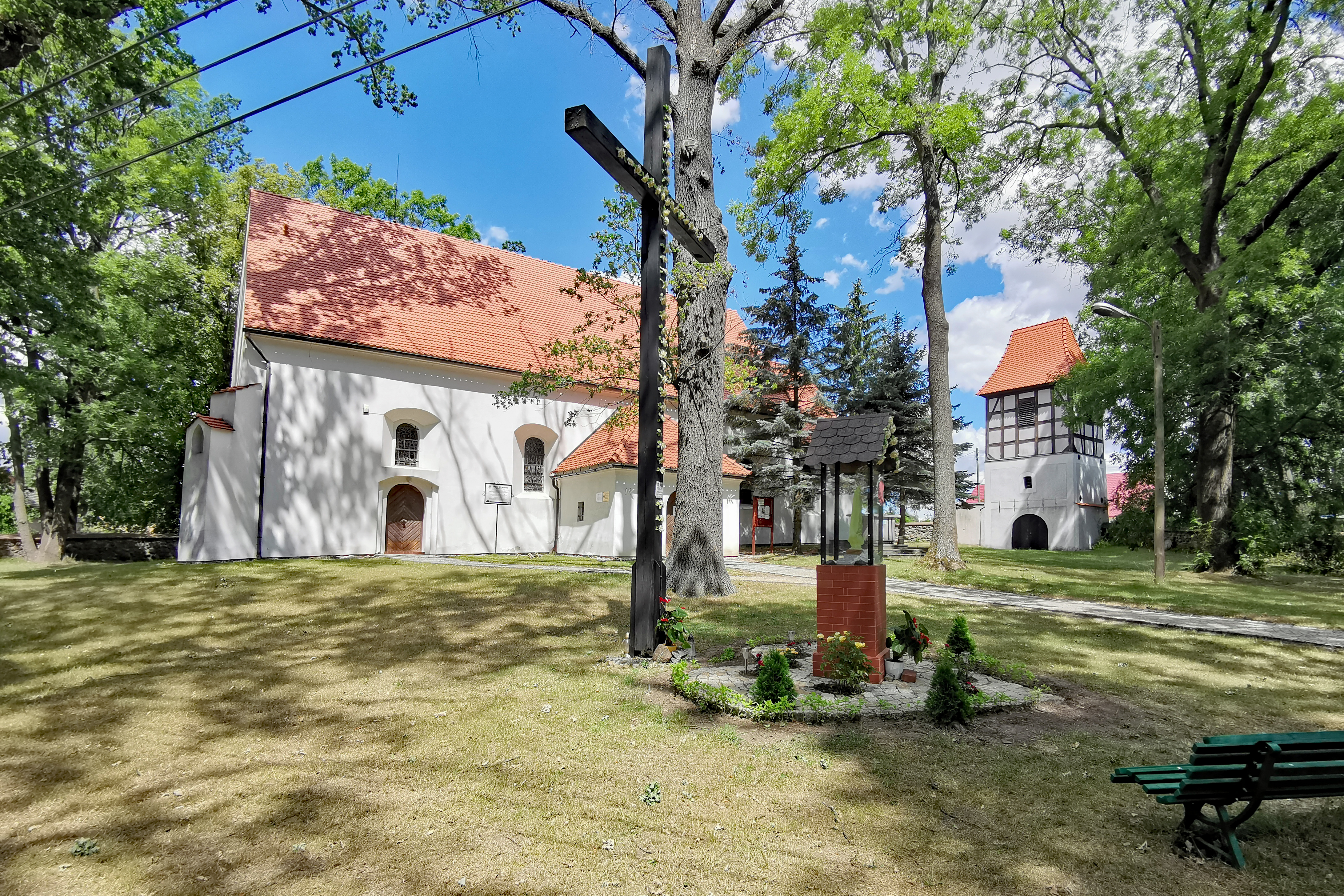
St. Andreas in Nieder Eulau im heutigen Stadtgebiet von Szprotawa, seit 1318 unter dem Patronat der Magdalenerinnen

Die Liste umfasst Orte und Teile von Ortschaften, die im Besitz des Magdalenerinnenklosters Sprottau waren. Das Kloster wurde 1289 als Tochterkloster von Naumburg am Queis in Beuthen an der Oder im Herzogtum Glogau gegründet. Schon 1314 verlegte man das Kloster nach Sprottau am Bober. Es blieb damit im Herzogtum Glogau. Auch nach der Reformation blieb, im Gegensatz zu den Gemeinden der Umgebung, ein Teil der Einwohner der Klosterorte katholisch. Während der Gegenreformation wurden um 1670 alle evangelische Kirchen des Herzogtums Glogau wieder geschlossen. Nach dem Ersten Schlesischen Krieg 1742 kam das Gebiet am Preußen und das Herzogtum wurde 1807 im Rahmen der preußischen Verwaltungsreform aufgelöst. Das Kloster wurde 1810 säkularisiert und dessen Besitz ging verloren. Die ehemaligen Klosterorte liegen heute in der polnischen Woiwodschaft Lebus.
- Karte mit allen Koordinaten:
- OSM |
- WikiMap

| Ort                    | Klosterbesitz ab Jahr | Bemerkung                                         | Karte          | Einwohner 1830 (% katholisch) | Heutiger Ortsname | Heutige Stadt- oder Landgemeinde (S – Stadtteil) |
| ---------------------- | --------------------- | ------------------------------------------------- | -------------- | ----------------------------- | ----------------- | ------------------------------------------------ |
| Bergvorwerk (Steinweg) | 1318                  | –                                                 | 51.569 15.543  | 0059 (49,2 %)                 | Szprotawa         | Szprotawa (S)                                    |
| (Klein) Heinersdorf    | 1299                  | von Beuthen aus erworben                          | 51.897 15.516  | 0658 0(1,7 %)                 | Jędrzychów        | Zielona Góra                                     |
| (Ober) Hirschfeldau    | 1299                  | Anteil von Beuthen aus erworben (Herzogtum Sagan) | 51.671 15.467  | 0115 (27,8 %)                 | Jelenin           | Żagań                                            |
| Hirtendorf             | 1315                  | –                                                 | 51.5978 15.559 | 0172 (43,0 %)                 | Pasterzowice      | Szprotawa                                        |
| Kortnitz               | 1682                  | –                                                 | 51.594 15.532  | 0186 (19,4 %)                 | Kartowice         | Szprotawa                                        |
| Kunichen               | 1318                  | –                                                 | 51.568 15.516  | 0180 (36,7 %)                 | Szprotawa         | Szprotawa (S)                                    |
| Langheinersdorf        | 1299                  | Anteil von Beuthen aus erworben                   | 51.654 15.645  | 1158 0(2,0 %)                 | Długie            | Szprotawa                                        |
| Nieder Eulau           | 1354                  | 1318 Patronatsrecht über Kirche Eulau             | 51.566 15.491  | 0786 0(8,7 %)                 | Iława             | Szprotawa (S)                                    |
| Nieder Leschen         | 1713                  | –                                                 | 51.514 15.606  | 0438 (51,8 %)                 | Leszno Dolne      | Szprotawa                                        |
| Rauden                 | 1299                  | von Beuthen aus erworben                          | 51.785 15.68   | 0316 (55,1 %)                 | Rudno             | Nowa Sól                                         |